# Красногор (Сарактаський район)
Красного́р (рос. Красногор) — село у складі Сарактаського району Оренбурзької області, Росія.

## Населення
Населення — 526 осіб (2010; 593 у 2002).
Національний склад (станом на 2002 рік):
- росіяни — 74 %